# Кадуцей
Кадуцеят е жезълът, носен от Хермес, но и от други богове от гръцката митология. Същият жезъл носели и глашатаите, например Ирида, който е пратеникът на Хера. За пръв път е открит върху ваза на цар Гудеа от Лагаш, 2600 пр.н.е., както и върху каменни таблички от Индия, наречени nagakals.
- Кадуцей върху вазата на цар Гудеа от Лагаш, ок. 2020 г. пр.н.е.[1]
- Разгърнато изображение от вазата (рисунка)

Жезълът представлява къса тояга, около която са преплетени две змии; понякога тя е увенчана и с крила. В римската иконография често е изобразяван да се носи в лявата ръка на римския пратеник на боговете Меркурий (или Хермес в гръцката митология). Поради тази причина кадуцеят е известен и като Меркуриев или Хермесов жезъл.
Не бива да се бърка с Жезълът на Асклепий, символ на медицината, при който има само една змия върху груба тояга.

## Етимология
Латинската дума cādūceus е адаптация на гръцката дума, която произлиза от κῆρυξ, в превод „пратеник“, „вестоносец“.

## Символика
Формите и интерпретациите на кадуцея са много разнообразни.
Съвременната употреба на кадуцея като символ на медицината се установява в Съединените щати в края на XIX и началото на XX век в резултат на добре документирани грешки и неразбиране на символиката и класическата култура. Критиците на тази практика казват, че правилният символ за медицина е Жезълът на Асклепий, който има само една змия и няма крила. Приемането през 1902 г. на кадуцея за медицински офицерски униформи на армията на САЩ популяризира използването на символа в медицинската област в САЩ.
Символ на планетата Меркурий, нейният астрологичен, астрономически и алхимичен символ, е стилизиран кадуцей: ☿
Изобразяването на Бафомет от Елифас Леви е подобно на това на Дявола в ранното Таро. Леви, работейки със съответствия, различни от тези, използвани по-късно от S. L. MacGregor Mathers, „приравнява ключа на Дяволското Таро с Меркурий“, давайки „своята фигура кадуцей на Меркурий, издигащ се като фалос от слабините му“. Твърди се, че символът е възникнал, когато Меркурий/Хермес веднъж се е опитал да спре битка между две змии, като е хвърлил пръчката си към тях, след което те са се уплели около пръчката. Думата Caduceus е от гръцки корен, означаващ „жезъл на глашатай“ и също е била значка на дипломатически посланици и се е свързвала с търговията, красноречието, алхимията, кражбата и лъжата. Етимологията на Кадуцей е от дорийски гръцки κᾱρύκειον karukeion, от гръцки κῆρυξ kērux, което означава „вестител“.
Произходът на планетарните символи може да бъде открит в атрибутите, дадени на класическите божества. Римската планисфера на Бианкини (2-ри век, понастоящем в Лувъра) показва седемте планети, представени от портрети на седемте съответстващи богове.
- Плакет на медицинския корпус на армията на САЩ
- „Съботния козел“ (Бафомет) с кадуцей, Леви (1856 г.)[13][14]
- Меркурий е изобразен като планетарен символ с кадуцей и шапка с крила
- Кадуцей изобразен на монета от Маурийската империя
- Герб на Харков, Украйна
- Логото на Теософското общество, със стилизиран кадуцей в центъра